# Paris-Nord järnvägsstation
Gare de Paris-Nord, populärt Gare du Nord ("Norra station"), är en av sex stora järnvägsstationer i Paris. Den står i förbindelse med flera andra kollektivtrafik-linjer (métro och RER). Med 190 miljoner resenärer om året är det SNCF:s mest trafikerade punkt, stationen med mest trafikanter i Europa samt en av världens största järnvägsstationer.
Från stationen går järnvägslinjer norrut till Belgien, Nederländerna, Storbritannien och norra Tyskland. Stationen har även pendeltågstrafik: lokala RER-tåg (linje B+D) passerar genom Gare du Nord samt Transilien-tågen, som har sin utgångspunkt här, sköter trafiken till och från de mer yttre förorterna, och två av linjerna (RER D samt Transilien K) går utanför länet, ända till Creil resp. Crépy-en-Valois.

## Historia
Föregångaren till Gare du Nord – Belgiska järnvägsstationen – invigdes 14 juni 1846 (Léonce Reynaud, arkitektur -- Bréville, ingenjörskonst). Stationen visade sig mycket snart vara otillräcklig, särskilt när drottning Victorias besök tvingades omdirigeras till Gare de l'Est. 
1857 bestämde man sig för att bygga en station som var tre gånger så stor, när stadsdelen ändå skulle moderniseras. Den tidigare byggnaden revs 1860 och återuppbyggdes i Lille. 
Den tysklandsfödde Jacques Ignace Hittorff (har även formgivit de två fontänerna på Place de la Concorde, allén på Champs-Elysées, och de tolv byggnaderna runt Triumfbågen på Place de l'Etoile) ledde bygget som inleddes i maj 1861. Den nya stationen började användas 1864, men var egentligen inte färdigbyggd förrän 1866. 
Även Gare du Nord blev, liksom de andra parisiska stationerna, snabbt alltför liten för den snabbt expanderande järnvägstrafiken. Redan 1884 började man planera för fem ytterligare spår. 1889 byggde man om interiören helt och hållet och man passade på att bygga ut byggnaden samtidigt. Mellan 1930 och 1960 gjorde man också liknande utbyggnader.
1907 fick stationen anslutning till Paris métro: linje 4 från norra till södra Paris och linje 5 som går till Gare de Lyon. 
1981 öppnade underjordiska våningsplanet med 4 spår för RER-tågen och tunneln till Châtelet-Les Halles.
1994, med tillkomsten av Eurostar-snabbtågen, fick stationen sitt nuvarande utseende och sin organisation.

## Arkitektur
Stileklekticism och 1800-talets vurm för nya typer av metallstrukturer (fackverksteknik) möts i denna byggnad.
De nio statyerna på fasaden personifierar de viktigaste europeiska städerna (London, Berlin, Amsterdam, Wien, Bryssel med flera) som järnvägen kör mot. På insidan står två rader med järnpelare som lyfter upp glastaket som spänner över 72 meter på 38 meters höjd. Två flyglar omringar huvudbyggnaden symmetriskt. På bottenvåningen finns en dorisk kolonnad, men dess elegans förtas av det skynke som sedan 1930 hänger framför det.

### Galleri

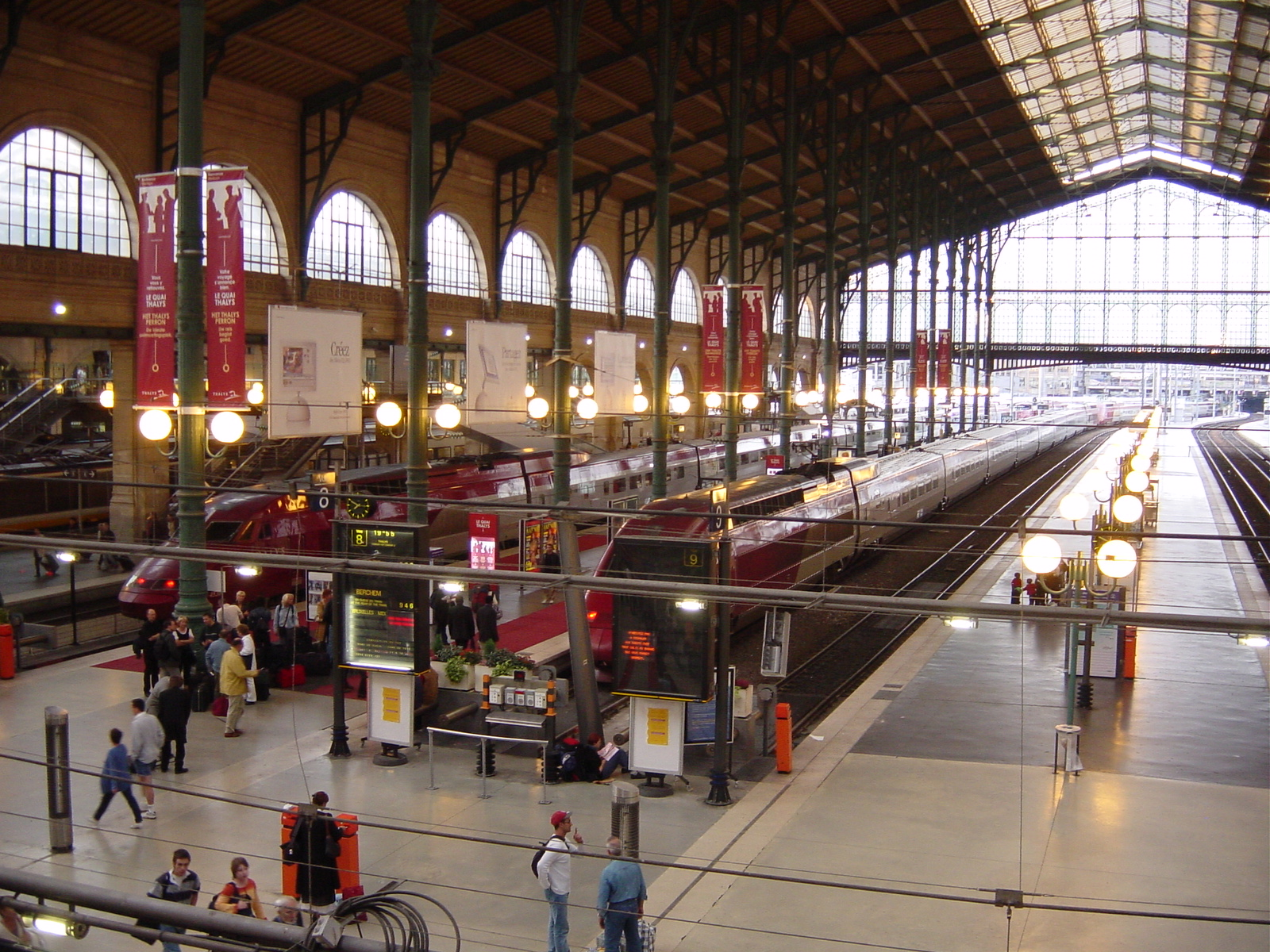
Gare du Nord sett inifrån
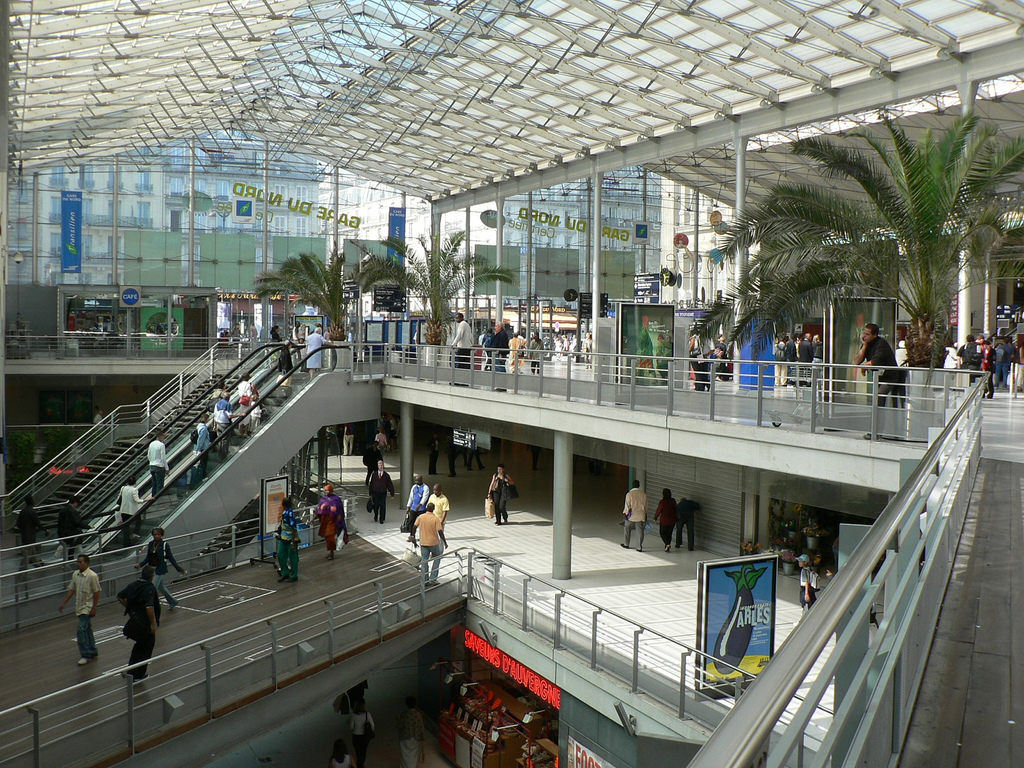
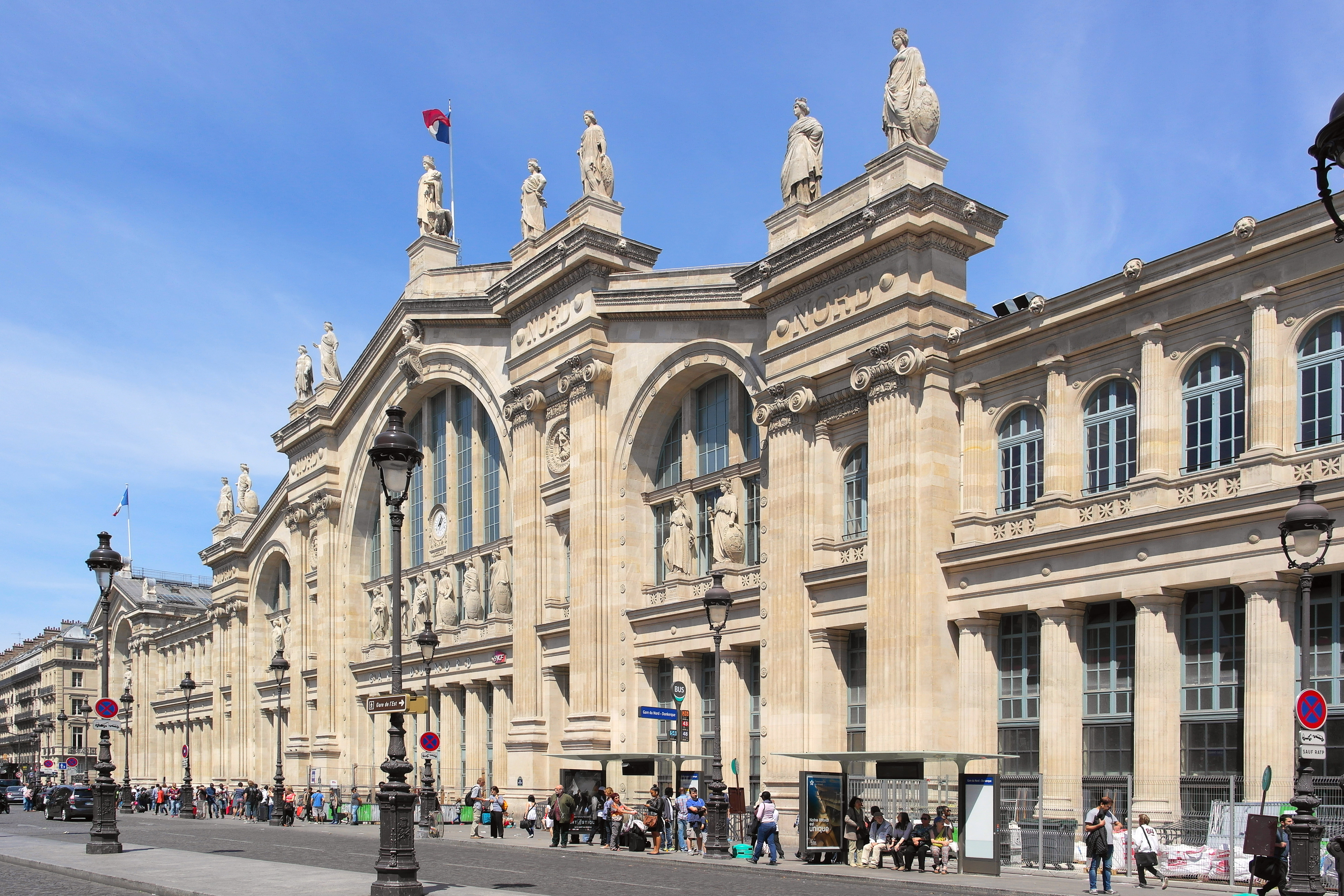
Gare du Nord utifrån
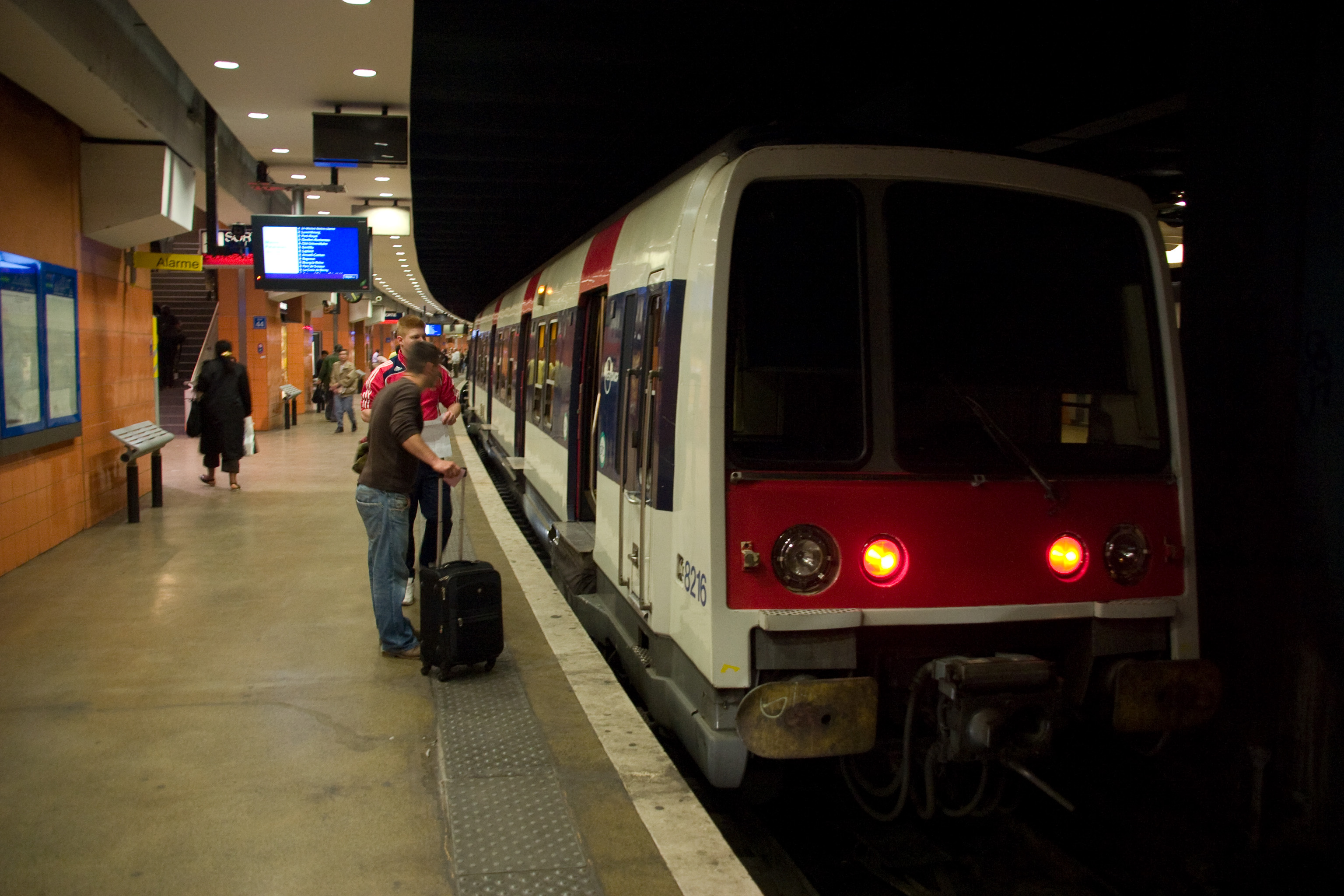
Underjordiska RER-stationen
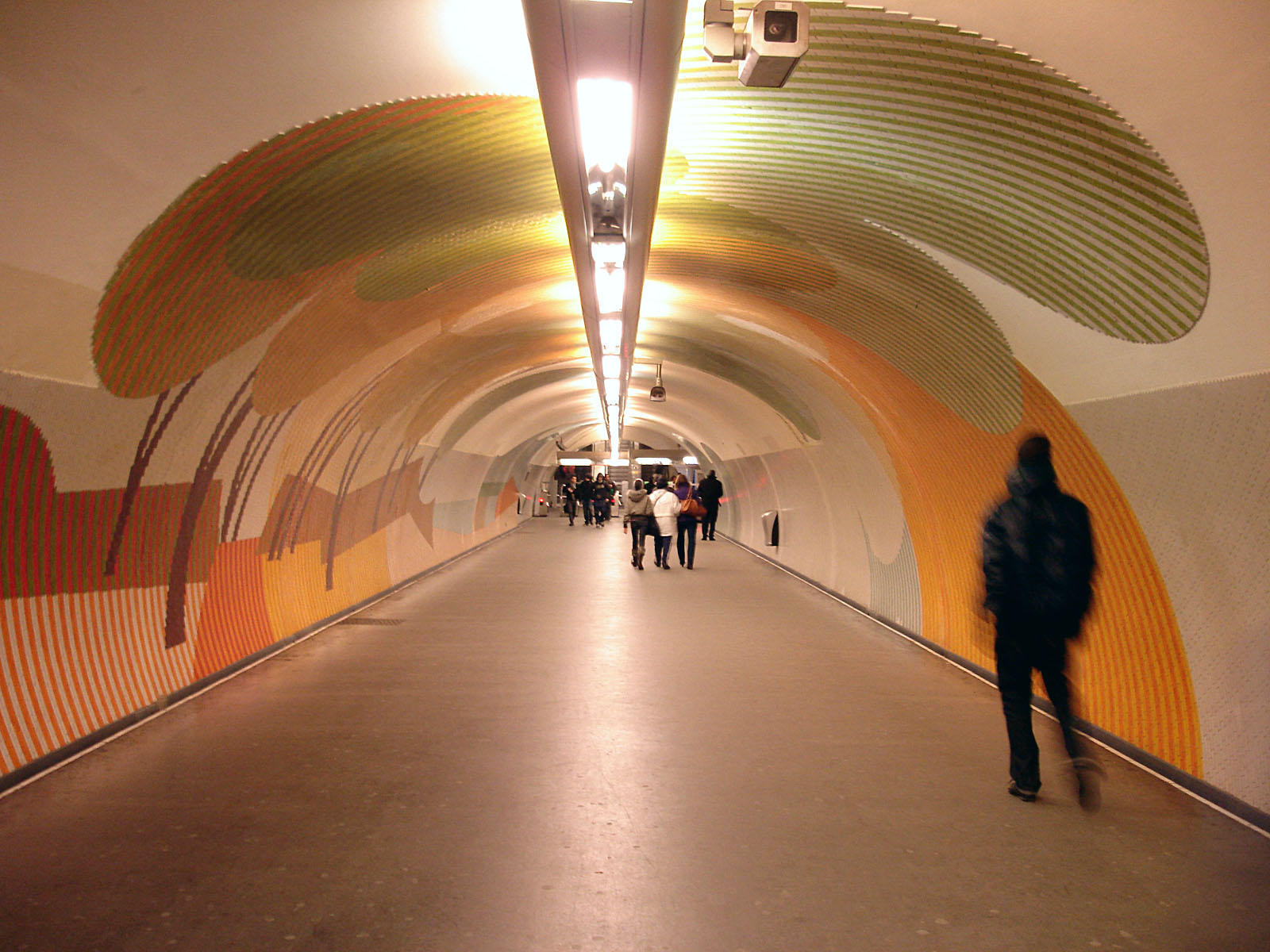
Gångtunnel till metrostation La Chapelle
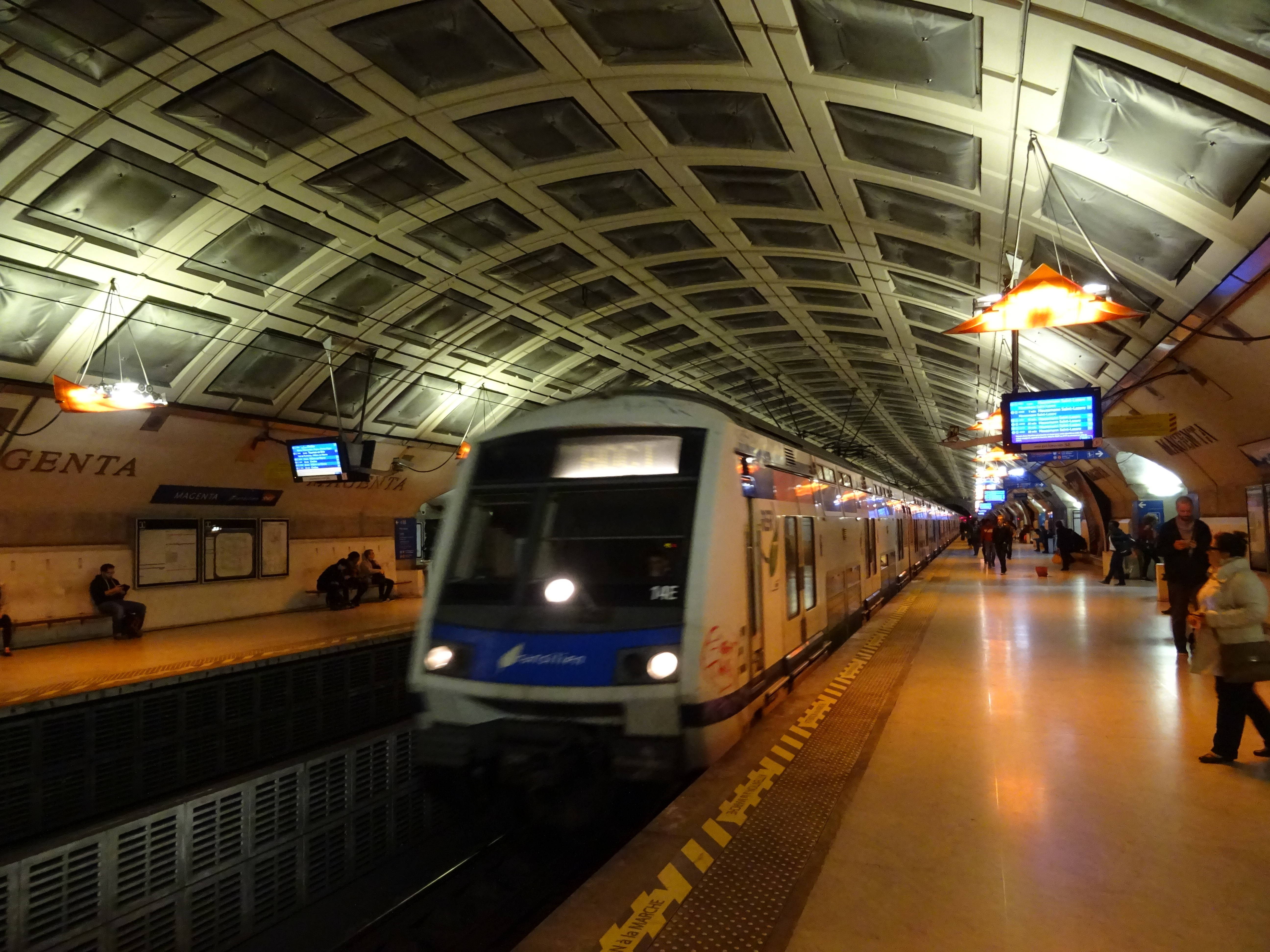
Förbindelse finns till RER-station Magenta